# آرام (بازیگر)
اعظم میرحسینی با نام هنری آرام (زاده ۱۳۳۲ تهران) هنرپیشه سینما اهل ایران است. وی در فاصله سال‌های ۱۳۵۱ تا ۱۳۵۶ فعالیت می‌کرد.

## زندگی‌نامه
اعظم میرحسینی سال ۱۳۳۲ در تهران زاده شد. وی بعد از آشنایی با مازیار پرتو، به سینما راه یافت و با نام هنری آرام، در اولین فیلم؛ گرگ بیزار، با بهروز وثوقی هم‌بازی شد.

## زندگی هنری

### سال ۱۳۵۱
آرام در فیلم گرگ بیزار روبروی بهروز وثوقی بازی کرد. نام هنری آرام را هنگام ساخت این فیلم، بهروز وثوقی برای وی انتخاب کرد.

### سال ۱۳۵۲
آقای جاهل فیلم دوم آرام بود، که در کنار همایون بازی کرد. بعد از فیلم یاور، در فیلم مرگ در باران ساختهٔ ساموئل خاچیکیان در نقش مقابل بهزاد جوانبخش بازی کرد.

### سال ۱۳۵۳
بعد از مرگ در باران با پروژهٔ داود روستایی که غبارنشین‌ها نام داشت قرارداد بست. غبارنشین‌ها فیلمی اجتماعی بود که روابط بین همسایگان یک آپارتمان مسکونی را به تصویر کشیده بود. هنوز بازی آرام در فیلم غبارنشین‌ها به پایان نرسیده بود که خسرو پرویزی از آرام برای بازی در فیلم خوشگلا عوضی گرفتین دعوت کرد و آرام هم که در شور و شوق شهرت مست شده بود همهٔ پیشنهاد را قبول می‌کرد. او در خوشگلا عوضی گرفتین با سپیده و چنگیز وثوقی همبازی شد. خوشگلا عوضی گرفتین فیلم ضعیفی بود و فروشش فقط به خاطر آرام و سپیده بود.
به اصرار امیر شروان بلافاصله، آرام در فیلم ترکمن بازی کرد. پس از ترکمن، آرام در فیلم بزن بریم دزدی داریوش کوشان، در نقش لی لی که دختری ثروتمند بود بازی کرد. او در این فیلم با عارف همبازی شد.

### سال ۱۳۵۴

آرام در فیلم ابرمرد به کارگردانی و نویسندگی داود اسماعیلی بازی کرد. او نقش فخری، زنی رقاصه را بازی کرد که به شخصیت اصلی داستان کمک می‌کند. او در فیلم ابرمرد نقش معمولی و عادی داشت. بعد در فیلم نیزار به کارگردانی محمود کوشان بازی عادی داشت در کنار بیک ایمانوردی، نیزار فروش کمی کرد و فیلم ضعیفی بود. اولین تجربهٔ همبازی شدن با منوچهر وثوق در فیلم راننده اجباری پیش‌آمد.
پس از آن بار دیگر آرام و بهروز وثوقی با هم در فیلم ذبیح همبازی شدند. آرام در این فیلم که ساختهٔ محمد متوسلانی بود، نقش مادری را داشت که نمی‌خواست فرزندش بداند پدرش کیست. بعد از ذبیح در فیلم دفاع از ناموس به کارگردانی و نویسندگی محمدکریم رکنی در نقش دختری روستایی به نام آسیه، بازی کرد که فریب می‌خورد و بی عفت می‌شود و به تهران می‌رود و آواره‌تر می‌شود و در نهایت به جنون کشیده می‌شود و شخصیت منفی داستان را به قتل می‌رساند.
پس از آن حضور ناموفقی در فیلم سعید مطلبی به نام پلنگ در شب داشت و بعد از آن هم در فیلم بابا خالدار ساختهٔ مسعود اسدالهی همراه ایرن و مسعود اسدالهی و همایون بازی کرد. احمد نجیب‌زاده آرام را برای بازی در نقش پری در فیلم آلوده انتخاب کرد.
آرام در فیلم ولی نعمت ساختهٔ عزیزاله رفیعی بازی کرد. او نقش یک دختر نادان و شیطنت آمیز را داشت که در آخر فیلم پشیمان می‌شود. سپس در فیلم هیولا که شبیه به داستان گوژپشت نوتردام بود به کارگردانی سیامک یاسمی در نقش دختر کولی رقاصه بازی کرد. بیک ایمانوردی در نقش گوژپشت زشت در این فیلم حضور داشت. بعد از هیولا، آرام در فیلم شیر خفته ساختهٔ محمود کوشان در نقش دختری مبارز همگام با مردان به صورت پنهان و شبانه، علیه دشمن مبارزه کرد. پس از آن بار دیگر بازیگران فیلم آلوده یعنی منوچهر وثوق، یداله شیراندامی، آرام و جلال در فیلمی به نام تنهایی ساختهٔ اسماعیل پورسعید همبازی شدند.

### سال ۱۳۵۶
او در فیلم کوسه جنوب به کارگردانی ساموئل خاچیکیان با ایرج قادری بازی کرد. بازی او در این فیلم هم مثل فیلم ترکمن جنبهٔ غربی داشت. طوری که یک کارگردان خارجی که اتفاقی این فیلم را می‌بیند از آرام می‌خواهد تا در فیلمش بازی کند که آرام نمی‌پذیرد.
پس از کوسه جنوب در فیلم کلام حق، ساخته نظام فاطمی بازی کرد.
آرام با منوچهر وثوق و یداله شیراندامی در فیلم فریاد عشق ساختهٔ حسین قاسمی وند نیز همبازی شد.
آرام در فیلم در شهر خبری نیست ساختهٔ مهدی فخیم زاده بازی کرد، به طوری که مورد تحسین داوران جایزه سپاس قرار گرفت.
در سال ۱۳۵۶ آرام جذب تلویزیون شد. او که یک بار پیشنهاد ناصر تقوایی را در مورد بازی در سریال دایی جان ناپلئون رد کرده بود و از این بابت بسیار پشیمان بود بالاخره تصمیم گرفت دعوت محمد متوسلانی برای بازی در سریال غارتگران را قبول کند. مجموعه تلویزیونی غارتگران در نوروز سال ۱۳۵۷ از تلویزیون ملی ایران پخش گردید.

## نگارخانه

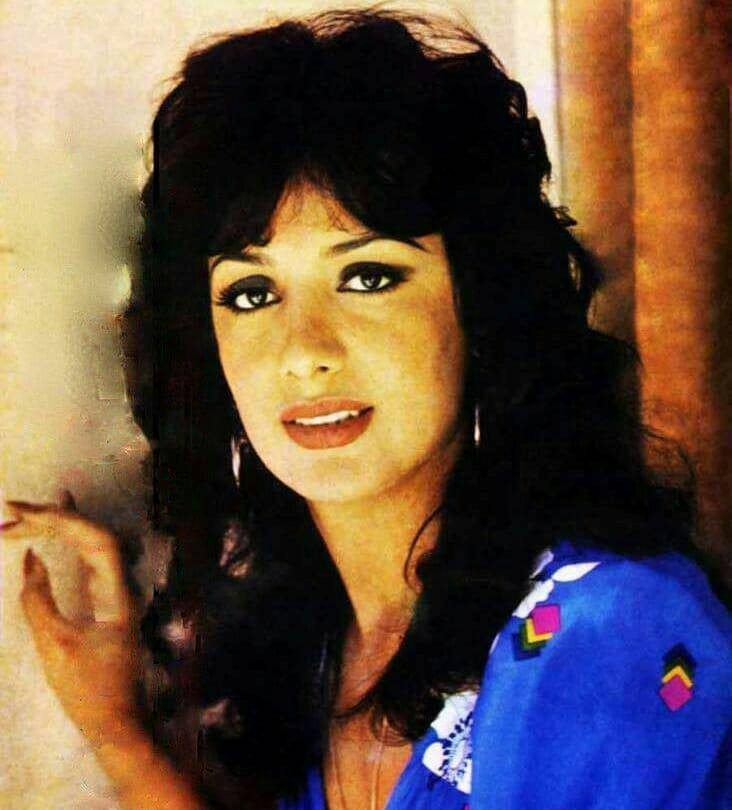
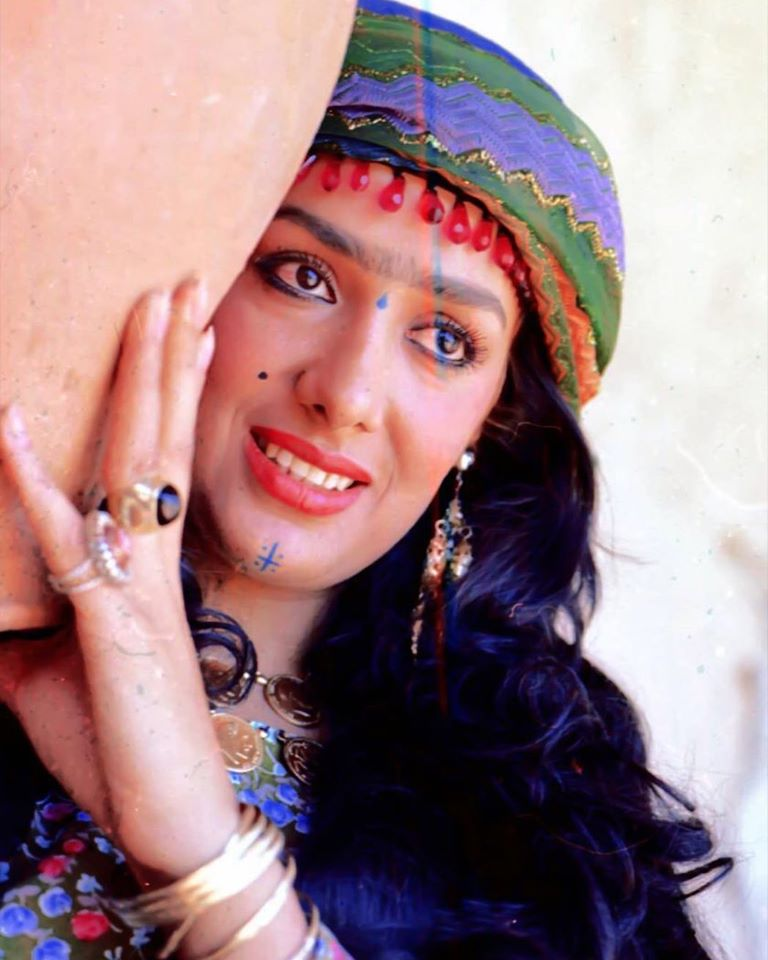
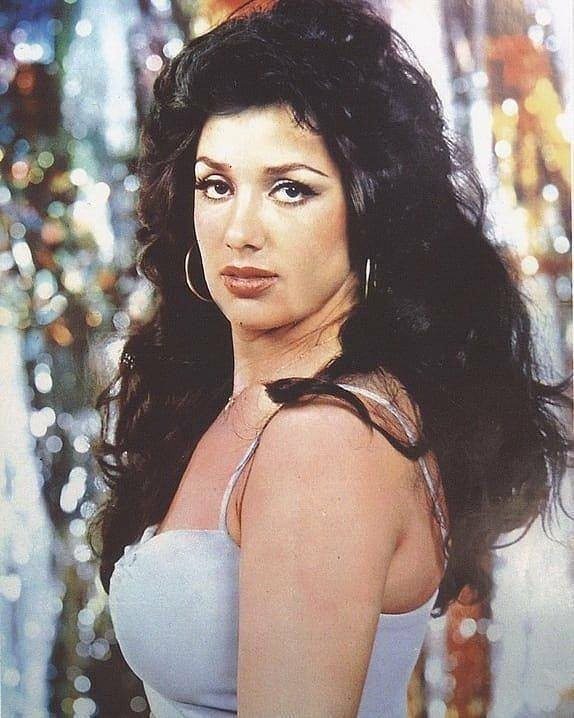
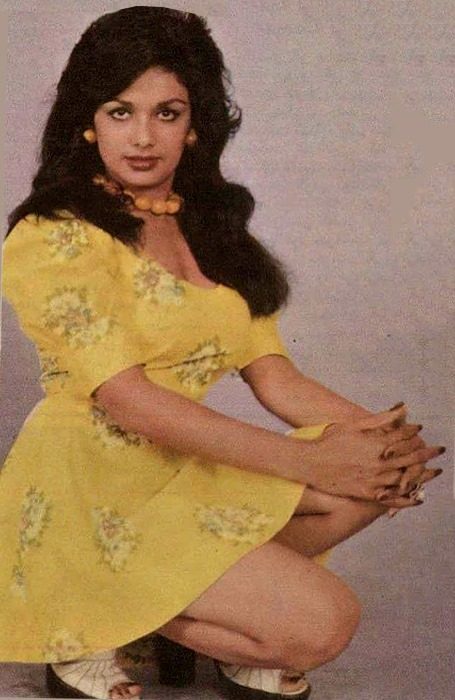
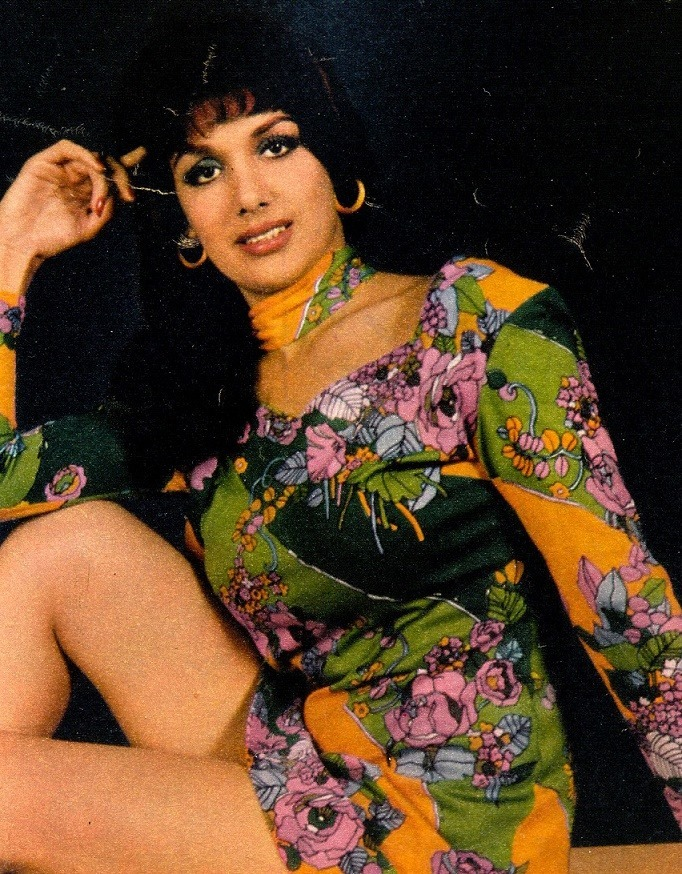
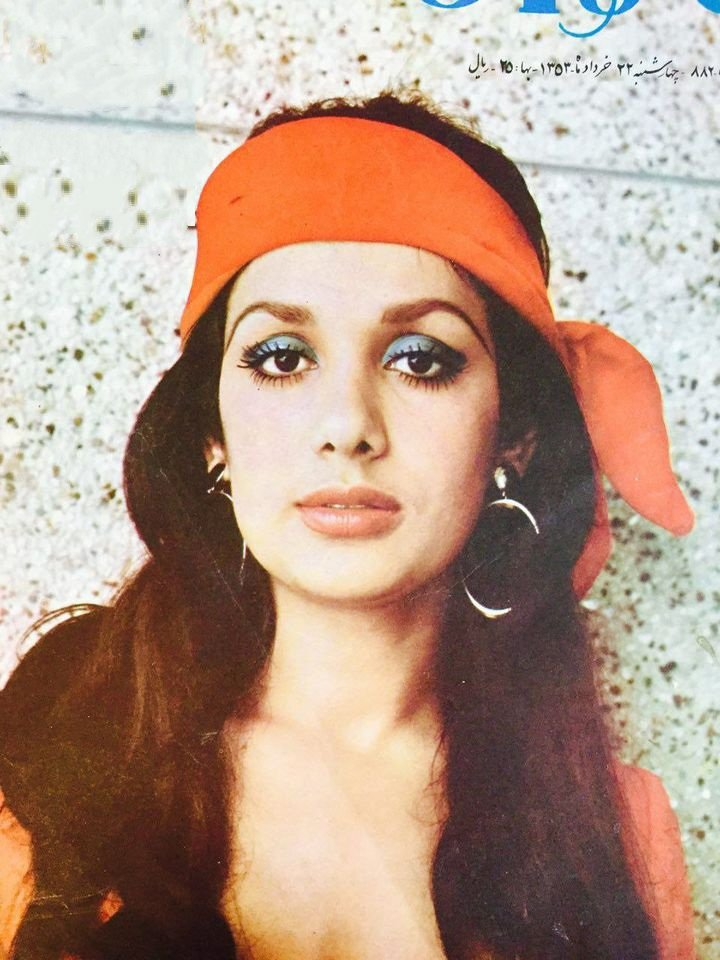
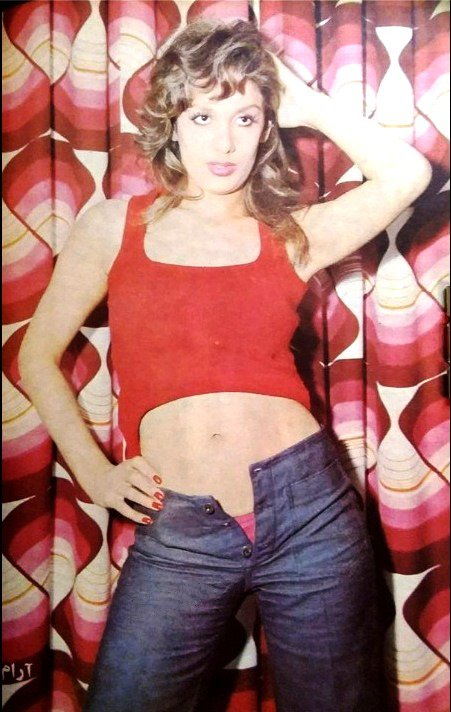

## فیلم‌شناسی
- مجموعه تلویزیونی غارتگران (۱۳۵۷)
- حکم تیر (۱۳۵۶)
- در شهر خبری نیست (۱۳۵۶)
- صبح خاکستر (۱۳۵۶)
- فریاد عشق (۱۳۵۶)
- کلام حق (۱۳۵۶)
- کوسه جنوب (۱۳۵۶)
- تنهایی (۱۳۵۵)
- شیر خفته (۱۳۵۵)
- هیولا (۱۳۵۵)
- ولی نعمت (۱۳۵۵)
- آلوده (۱۳۵۴)
- بابا خالدار (۱۳۵۴)
- پلنگ در شب (۱۳۵۴)
- تیرانداز (۱۳۵۴)
- دفاع از ناموس (۱۳۵۴)
- ذبیح (۱۳۵۴)
- راننده اجباری (۱۳۵۴)
- نی‌زار (۱۳۵۴)
- ابرمرد (۱۳۵۳)
- بزن بریم دزدی (۱۳۵۳)
- ترکمن (۱۳۵۳)
- خوشگلا عوضی گرفتین (۱۳۵۳)
- غبارنشین‌ها (۱۳۵۳)
- مرگ در باران (۱۳۵۳)
- یاور (۱۳۵۳)
- آقای جاهل (۱۳۵۲)
- گرگ بیزار (۱۳۵۲)